# 榆林镇 (呼和浩特市)
榆林镇，是中华人民共和国内蒙古自治区呼和浩特市赛罕区下辖的一个乡镇级行政单位。

## 行政区划
榆林镇下辖以下地区：
榆林村、二道河村、东干丈村、什犋窑村、陶卜齐村、三道沟村、石门沟村、河南村、潮岱村、口可板村、苏木沁村、红旗村、前什村、红吉村、后乃莫板村、三应窑村、阳曲窑村、古力板村、前乃莫板村、新地沟村和土良村。